# 关天罡
关天罡（1967年11月—），女，满族，中华人民共和国政治人物。现任北京能源投资（集团）有限公司总工程师。第十三、十四届全国政协委员。